# 拜占庭—薩珊戰爭 (572年—591年)
572年－591年東羅馬（拜占庭）－薩珊戰爭是萨珊波斯帝国与東羅馬帝國之间的一场战争。此次战争的导火索是波斯统治下高加索地区發生亲東羅馬起义，但其他事件也导致了战争的爆发。战火主要集中在南高加索和美索不达米亚地区，但也蔓延到安纳托利亚东部、叙利亚和伊朗北部。这也是两国间多次战争中最后一次战斗主要局限于边境省份的战争，双方都未能对边境地区以外的敌方领土进行持久軍事占领。這場戰爭亦是7世纪初終局之戰的前奏。

## 战争爆发
562年《五十年和平条约》签署后不到十年，两大帝国势力范围交叉点上的所有紧张局势都不断升级，就像520年代伊比利亞戰爭爆发时一样。568年至569年，拜占庭与波斯後方的敵人突厥汗國就结盟对抗波斯进行了最终失败的谈判；570年，萨珊王朝入侵也门，驱逐了拜占庭的阿克苏姆王国盟友，并恢复了希米亚尔王国作为附庸国；570年和571年，萨珊王朝的阿拉伯附庸拉拉赫姆王國袭击了拜占庭领土，但两次都被拜占庭的附庸伽珊尼德王国击败；570年，拜占庭秘密协议支持亚美尼亚人反抗萨珊王朝的叛乱，这场叛乱始于571年，同时伊比利亚王国也爆发了另一场叛乱。
572年初，瓦尔丹二世·马米科尼安率领的亚美尼亚人击败了波斯驻亚美尼亚总督，并占领了他在德温的总部；波斯人很快夺回了这座城市，但不久之后，亚美尼亚和拜占庭联军再次攻占了这座城市，从此拜占庭和波斯人之间开始了直接敌对行动。尽管在5世纪频繁发生叛乱，但在6世纪早期的战争中，亚美尼亚人基本上仍然忠于他们的萨珊王朝统治者，这与伊比利亚和拉齐卡的邻居和基督教同胞不同。通过与伊比利亚人、拉兹人和拜占庭羅馬人组成该地区基督教民族联盟，亚美尼亚人极大地改变了高加索地区的力量平衡，帮助拜占庭军队将战火深入波斯领土，这是此前在这一战线上不可能实现的：在整个战争期间，拜占庭军队最远入侵到高加索阿尔巴尼亚王国（现阿塞拜疆），甚至在那里过冬。

## 达拉的陷落
然而，在美索不达米亚，战争一开始就对拜占庭人来说是灾难性的。573年，波斯人在萨尔加通取得胜利后，围攻了尼西比斯，眼看就要攻占这座波斯边境防御的主要堡垒，但他们的将军马尔西安突然被解职，导致军队混乱撤退。趁拜占庭帝国混乱之际，波斯王霍斯劳一世率领的军队迅速反攻并包围了达拉，经过四个月的围攻后占领了这座城市。与此同时，阿达尔马罕率领的一支规模较小的波斯军队蹂躏了叙利亚，洗劫了阿帕米亚和其他一些城市。只是安条克附近笨拙的拜占庭防御才将他们赶出了叙利亚本土。
雪上加霜的是，572年皇帝查士丁二世下令暗杀伽珊尼德王国国王蒙希尔三世；由于暗杀未遂，蒙希尔断绝了与拜占庭帝国的联盟，从而使拜占庭帝国的沙漠边境暴露无遗。据报道，拜占庭在美索不达米亚的主要堡垒达拉的陷落导致查士丁二世陷入疯狂，拜占庭帝国的控制权落入了他的妻子索菲亚皇后和繼子提比略·君士坦丁手中。索菲亚皇后同意支付45,000诺米斯玛特以获得为期一年的休战协议，并在当年晚些时候将休战协议延长至五年，每年支付30,000诺米斯玛特 。然而，这些停战协议仅适用于美索不达米亚战线；在高加索地区，战争仍在继续。
575年，拜占庭人成功解决了与伽珊尼德的分歧；随着伽珊尼德人洗劫了拉赫姆王國首都希拉，拜占庭人与伽珊尼德人之间的联盟重建立即产生了戏剧性的成果。同年，拜占庭军队利用高加索的有利形势，向高加索阿尔巴尼亚王国发动战役，并从当地部落手中劫持了人质。 576年，霍斯劳一世发起了他的最后一次也是最雄心勃勃的战役，他通过高加索向安纳托利亚发动了远程进攻，自沙普尔一世时代以来，波斯军队就没有进攻过那里。他进攻狄奥多西奥波利斯和凯撒利亚的企图被拜占庭挫败，但他在撤退前成功洗劫了塞巴斯蒂亚。在回程途中，他在梅利泰内附近被拜占庭將軍查士丁尼拦截并惨败；在逃亡途中，查士丁尼洗劫了没有防御的梅利泰内城，他的军队在拜占庭的攻击下渡过幼发拉底河时遭受了进一步的重大损失。据报道，霍斯劳一世对这场惨败和自己的死里逃生感到非常震惊，因此他颁布了一条法律，禁止他的任何继任者亲自率领军队，除非是为了与另一位也亲自出征的君主对峙。拜占庭人利用波斯的混乱，深入高加索阿尔巴尼亚和阿塞拜疆，越过里海袭击伊朗北部，在波斯领土过冬，并持续进攻至577年夏天。霍斯劳一世随即求和，但他的将军塔姆霍斯老二世在亚美尼亚战胜了他的宿敌查士丁尼，这坚定了他的决心，战争仍在继续。

## 美索不达米亚再起战事
578年，美索不达米亚的休战协议结束，战争的焦点转移到了该战线。波斯人袭击美索不达米亚之后，东方新任军事长官莫里斯对底格里斯河两岸发动袭击，攻占了阿普蒙要塞并洗劫了辛加拉。 579年，霍斯劳一世再次求和，但在协议达成之前就去世了，他的继任者荷姆茲四世中断了谈判。 580年，伽珊尼德人再次战胜拉赫姆人，而拜占庭帝国的军队再次侵入底格里斯河以东。然而，大约在这个时候，未来的霍斯劳二世被任命负责亚美尼亚局势，他成功说服大多数叛军领导人重新效忠萨珊王朝，尽管伊比利亚仍然效忠于拜占庭帝国。次年，莫里斯率领的拜占庭军队和蒙希尔三世率领的加萨尼德军队在幼发拉底河沿岸发起了一场雄心勃勃的战役，但未能取得进展，而阿达尔马罕率领的波斯军队在美索不达米亚发动了一场毁灭性的战役。莫里斯和蒙希尔互相指责对方造成了这些困难，他们的相互指责导致蒙希尔于次年因涉嫌叛国而被捕，从而引发了拜占庭人和加萨尼德人之间的战争，并标志着伽珊尼德王国灭亡的开始。

## 僵持
582年，莫里斯在君士坦提亚战胜了阿达马罕和塔姆霍斯劳（塔姆霍斯劳在战争中被杀），在提比略二世（574-582年在位）去世后，莫里斯被拥立为皇帝。在君士坦丁堡取得的优势在当年晚些时候丧失殆尽，因为其东方军事长官继任者约翰·米斯塔康 (John Mystacon) 在尼菲奥斯河被卡尔达里甘 (Kardarigan) 击败在6世纪80年代中期，战争持续进行，双方互相袭击，但未分出胜负，和谈也多次失败；唯一一次重大冲突是拜占庭帝国在586年索拉雄战役中取得的胜利。584年，拜占庭逮捕了蒙希尔的继承者努曼，这导致伽珊尼德王国分裂，王国重新变成一个松散的部落联盟，再也没有恢复昔日的权力。
588年，未领到军饷的拜占庭军队发动兵变，反抗新任指挥官普里斯库斯，这似乎为萨珊王朝提供了突破的机会，但兵变者自己击退了随后波斯军队的进攻；在察尔卡久尔惨败后，拜占庭军队在马蒂罗波利斯再次取得胜利。据报道这一年，一群15年前在达拉陷落时被捕的囚犯从胡泽斯坦的监狱逃脱，并一路杀回拜占庭领土。

## 波斯内战
589年，战争的进程突然发生改变。春季，拜占庭的薪酬纠纷得到解决，兵变结束，但由于一名名叫西塔斯的军官的背叛，马蒂罗波利斯落入波斯人手中，拜占庭重新夺回该城的尝试失败了，尽管拜占庭人后来在西萨乌拉农战役中获胜。与此同时，在高加索地区，拜占庭和伊比利亚的进攻被波斯将军巴赫拉姆·楚賓击退，楚賓刚刚从中亚前线调来，突厥汗國在第一次波斯-突厥戰爭中在赫拉特附近被波斯人擊敗。然而，在阿拉克斯河上被罗曼努斯领导的拜占庭军队击败后，巴赫拉姆被荷姆茲四世轻蔑地解雇。将军对此羞辱感到愤怒，发动了一场起义，并很快获得了萨珊军队大部分的支持。波斯宫廷成员对他的进攻感到震惊，于590年推翻并杀死了霍尔米兹德，并拥立其儿子登上王位，即霍斯劳二世。巴赫拉姆不顾一切地继续起义，战败的霍斯劳二世很快被迫逃往拜占庭领土寻求庇護，而巴赫拉姆则登基为巴赫拉姆六世，标志着萨珊王朝自建国以来统治的首次中断。在莫里斯的支持下，霍斯劳开始夺回王位，在尼西比斯赢得了波斯主力军的支持，并将马蒂罗波利斯归还给他的拜占庭盟友。591年初，巴赫拉姆派出的军队在尼西比斯附近被霍斯劳的軍隊击败，随后霍斯劳攻占了首都泰西封。在将达拉收复到拜占庭控制之下后，霍斯劳和拜占庭将军纳尔西斯率领的拜占庭和波斯联军从美索不达米亚进入阿塞拜疆对抗巴赫拉姆，而由亚美尼亚军事长官约翰·米斯塔孔率领的第二支拜占庭军队从北部发动了钳形攻势。在甘扎克附近的布拉拉松战役中，他们彻底击败了巴赫拉姆，恢复了霍斯劳二世的权力，并结束了战争。

## 後續

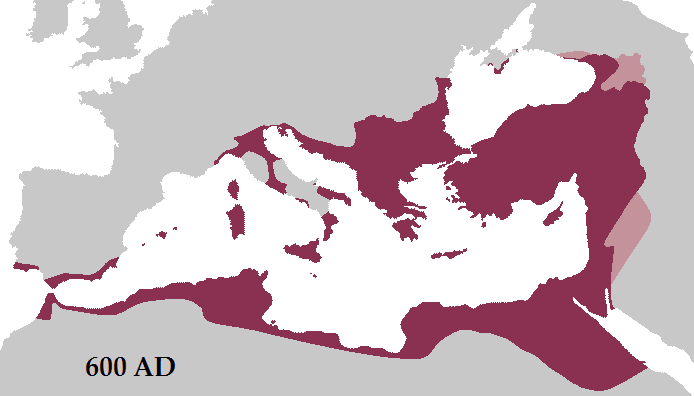
战后的東羅馬帝國边界

拜占庭人在扶植霍斯劳二世重登王位的过程中发挥了至关重要的作用，在与波斯的关系中占据了主导地位。霍斯劳不仅归还了达拉和马蒂罗波利斯以换取莫里斯的援助，还同意重新划分高加索地区，萨珊王朝将许多城市移交给拜占庭帝国，包括提格拉诺克特、曼齐克特、巴瓜纳、瓦拉萨克特、巴格兰、瓦尔德凯萨万、埃里温、阿尼、卡尔斯和扎里萨特。伊比利亚王国的西部，包括阿尔达罕、洛里、德马尼西、洛姆西亚、姆茨赫塔和通蒂奥等城市成为拜占庭的属地。此外，库泰亚城也被割让给拉齐卡，后者也是拜占庭的属地。由此可见，拜占庭对高加索地区的有效控制程度在历史上达到了顶峰。此外，与以往的停战与和平条约不同，以往的停战与和平条约通常涉及拜占庭为和平、归还被占领土或为保卫高加索山口做出金钱支付，但这次没有包括任何此类支付，这标志着兩國國力的重大转变。莫里斯皇帝甚至能够通过广泛的战役来弥补其前任在巴尔干地区的疏忽。然而，这种情况很快就发生了戏剧性的逆转，仅仅十一年后，莫里斯和霍斯劳之间的联盟就引发了一场新的战争，给两个帝国都带来了灾难性的后果。